# Klein Buchholz (Bergisch Gladbach)

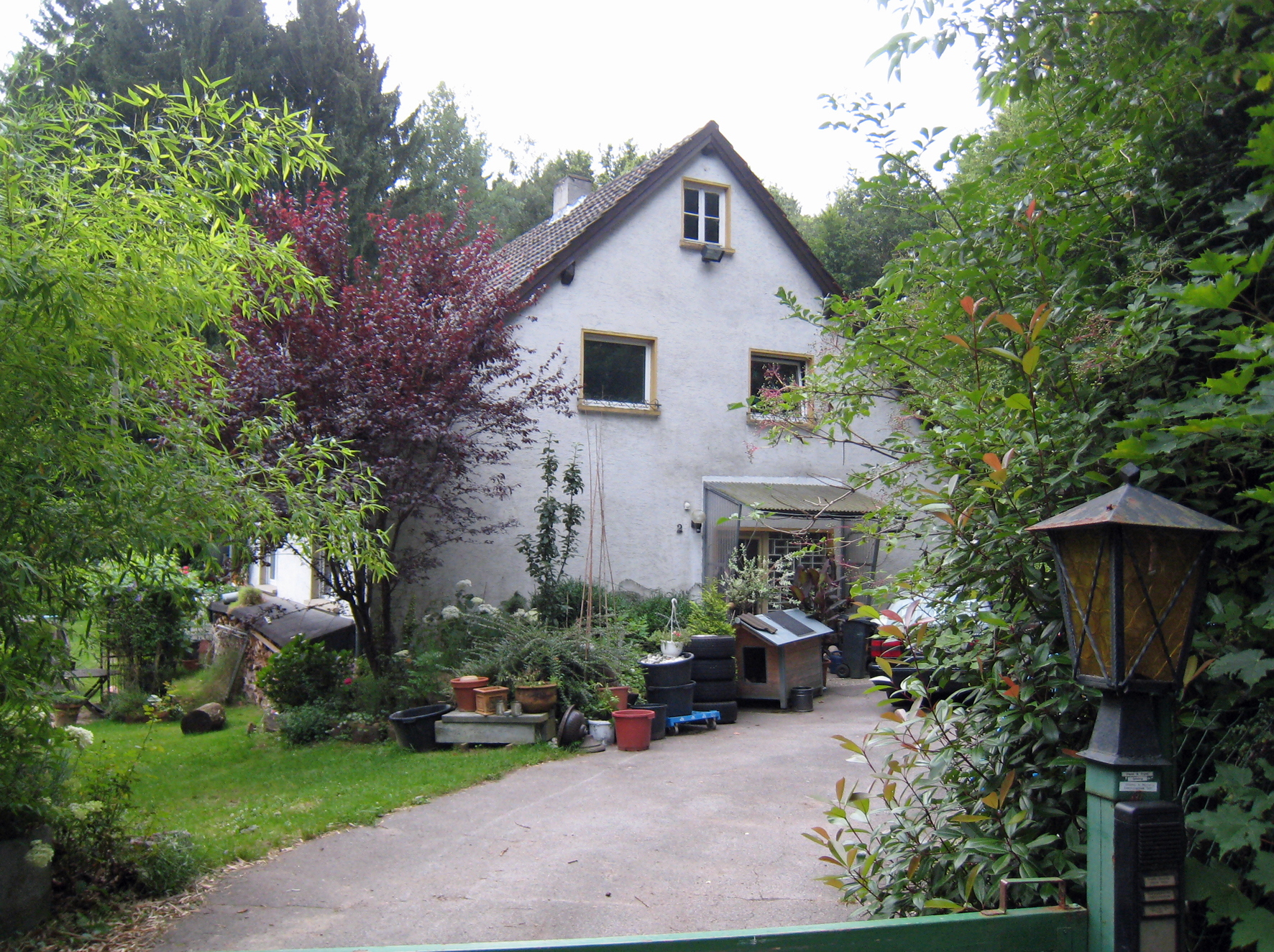
Klein Buchholz

Klein Buchholz war eine Hofstelle im Königsforst an der Brüderstraße (Köln–Siegen) im Stadtteil Moitzfeld von Bergisch Gladbach. Heute steht dort etwa 300 Meter von der ehemaligen Hofanlage entfernt nur noch das nebenstehend abgebildete Wohnhaus in unmittelbarer Nähe der Bundesautobahn 4.

## Geschichte
Das Gut Klein Buchholz war eine hoch- oder spätmittelalterliche Siedlungsgründung. Für das Jahr 1386 ist sie erstmals mit dem Namen Boichholtz belegt. Das Urkataster verzeichnet 1827 die Hofstelle Am keinen Buchholz. Sie stand zusammen mit dem Nebengut Eselssiefen in einem Lehnsverhältnis zum Lehnhof Sulsen (=Immekeppel). Um 1820 war der Hof abgebrannt. Daraufhin errichtete der damalige Eigentümer Franz Heuser etwa um die gleiche Zeit ein neues Wohnhaus mit angeschlossenem Stallhaus in unmittelbarer Nähe der alten Hofanlage.

## Wüstung
Bis ins 18. Jahrhundert nannte man den Hof Wüstenbuchholz. Es kann sein, dass er den Namen wegen seiner einsamen Lage hatte; vielleicht gab es auch eine Phase zeitweiser Wüstung. Die um 1820 neu errichtete Hofanlage wurde am 6. März 1979 auf Veranlassung des Staatsforstes komplett durch Abbrennen geschleift.   Damit entstand erneut eine nunmehr dauerhafte Wüstung.